# Capsicum rhomboideum
Capsicum rhomboideum är en potatisväxtart som först beskrevs av Michel Félix Dunal och som fick sitt nu gällande namn av Carl Ernst Otto Kuntze.
Capsicum rhomboideum ingår i släktet spanskpepparsläktet och familjen potatisväxter. Inga underarter finns listade i Catalogue of Life.